# Cephea cephea
Cephea cephea je druh medúzy z čeledi Cepheidae. Vyskytuje se v tropických vodách od západního Indo-Pacifiku až po severní Austrálii. Tento druh byl poprvé popsán Peterem Forsskålem v roce 1775 a původně dostal jméno Medusa cephea. Obývá pelagické pásmo tropických a subtropických vod a nejčastěji se vyskytuje v Indo-západním Pacifiku, východním Atlantském oceánu a Rudém moři. Přestože tento druh patří mezi nejjedovatější medúzy, není pro člověka nebezpečný a v Číně a Japonsku se jí jako delikatesa a používá se k lékařským účelům. Druh může dosáhnout průměru až 60 cm.

## Popis
Cephea cephea má purpurově modrou barvu a dorůstá do průměru 60 centimetrů a je bioluminiscenční. Tento druh má bradavicovité výběžky a zvonovitý tvar. Stejně jako u jiných druhů medúz mají chapadla nematocysty, které medúzy používají k omráčení, zabíjení a uchopování kořisti. Jeho životnost je přibližně tři až šest měsíců. 

## Ekologie
Je známo, že tento druh medúzy žije v pelagické zóně oceánu v Indo-západním Pacifiku, východním Atlantiku a Rudém moři. Žije a daří se mu ve studené vodě a lze ho nalézt i více než 900 metrů pod hladinou. Přes den má tendenci zůstávat v hlubších vodách, v noci migruje do povrchových vod. Jeho kořistí jsou především řasy, krevety, plankton, vajíčka bezobratlých a larvy bezobratlých. Nejběžnějšími známými predátory tohoto druhu jsou mořské želvy.

## Rozmnožování
Reprodukční cyklus je podobný jako u mnoha jiných medúz. Dospělci uvolňují spermie nebo vejce do vody; oplozená vajíčka tvoří larvu planulu. Planula se pak přichytí ke skále nebo podobné struktuře, která jí umožní vyrůst v polyp. Poté dochází k nepohlavnímu rozmnožování, což znamená, že polyp se v podstatě klonuje a vyvíjí se do dalšího stadia zvaného efyra. Posledním procesem je růst a vývoj v dospělou medúzu. Teplota vody a zásoba potravy ovlivňují účinnost nepohlavního rozmnožování.